# وین برورن
وین برورن (انگلیسی: Wayne Broeren; ۲ مارس ۱۹۳۳ – ۲۵ مارس ۱۹۹۱) ورزشکار بسکتبال با ویلچر و از برندگان مدال طلا پارالمپیک اهل ایالات متحده آمریکا بود.

## جوایز و افتخارات
وی در مسابقات کشوری و بین‌المللی در مجموع برندهٔ ۱ مدال طلا، ۱ مدال برنز شده است.